# Вашаклахун-Убах-Кавиль
Вашаклахун-Убах-Кавиль (695—738, буквальный перевод имени: Восемнадцать ликов К’авиля) — тринадцатый правитель майяского Шукуупского царства. Во время его правления был расцвет Шукуупского царства.

## Вклад в искусство Копана
При правлении Вашаклахун-Убах-Кавиля была заложена иероглифическая лестница Храма 26 в Копане. Вашаклахун-Убах-Кавиль изображен на стеле Н в Копане.
Тронный зал Вашаклахун-Убах-Кавиля предположительно находился в Храме 22, располагавшемся в Восточном Дворе Акрополя Копана.